# Pilo Predella
Pilo Predella (Mantova, 24 dicembre 1863 – Torino, 4 gennaio 1939) è stato un matematico italiano.

## Biografia
Predella studiò Matematica presso l'Università degli Studi di Pavia, dove si laureò nel 1888. Ebbe come docenti i matematici Bertini, Aschieri, Casorati e Beltrami. Successivamente, fu docente universitario in diversi atenei italiani ma dopo il ruolo di assistente di geometria proiettiva e descrittiva in qualità di supplente di Aschieri presso l'ateneo pavese Predella optò per l'insegnamento in qualità di docente di scuola secondaria. Dal 1902 fino al collocamento a riposo nel 1928, insegnò matematica presso il liceo classico Massimo d'Azeglio di Torino. Furono tra i suoi allievi liceali Cesare Pavese, Piero Sraffa e Paolo Vita-Finzi. 
Si occupò di geometria non archimedea, di quella proiettiva iperspaziale e in particolar modo di omografie. Inoltre, scrisse anche diversi libri di testo scolastici, pubblicati a Torino per i tipi di Paravia.

## Opere

### Libri di testo
- Lezioni di aritmetica (1911)
- Lezioni di geometria (1911)
- Algebra ed aritmetica ad uso dei licei (1915)
- Trigonometria piana, ad uso dei licei (1917)
- Geometria ad uso dei licei (1921)
- Geometria e numeri reali, parte B del programma per la maturità classica (1925)

### Articoli scientifici
- Le omografie in uno spazio ad un numero qualunque di dimensioni, in Annali di Matematica Pura ed Applicata, vol. 17, 1889,  pp. 117-159, DOI:10.1007/BF02420570.
- Sulla teoria generale delle omografie, in Atti della Reale Accademia delle scienze di Torino, vol. 27, 1892,  pp. 270-288.
- Ricerche sulle coppie di quadriche di uno spazio ad n dimensioni, in Atti dell’Accademia delle scienze di Torino, vol. 42, 1907,  pp. 937-958.
- Saggio di geometria non-archimedea, in Giornale di matematiche di Battaglini, vol. 49, 1911,  pp. 281-299.
- Gli infinitesimi assoluti e la struttura dello spazio, in Rendiconti del R. Istituto lombardo di scienze e lettere, vol. 45, 1912,  pp. 597-611.
- Sulla struttura dello spazio, in Rendiconti del R. Istituto lombardo di scienze e lettere, vol. 46, 1913,  pp. 1045-1054.